# Lophiobagrus cyclurus
Lophiobagrus cyclurus es una especie de pez de la familia Claroteidae en el orden de los Siluriformes.

## Morfología
• Los machos pueden llegar alcanzar los 8 cm de longitud total.

## Alimentación
Come larvas de quironómidos de escarabajos, pequeños crustáceos,  y ocasionalmente también, materia vegetal.

## Reproducción
Es ovíparo.

## Hábitat
Es un pez de agua dulce y de clima tropical (23 °C-26 °C).

## Distribución geográfica
Se encuentran en África: lago Tanganika.

## Uso comercial
No tiene ninguno.